# Piyashiri
Il Piyashiri è un trampolino situato a Nayoro, in Giappone.

## Storia
L'impianto ha ospitato due tappe della Coppa del Mondo di combinata nordica, nel 2001 e nel 2004.

## Caratteristiche
Il trampolino normale ha il punto K a 90 m; il primato di distanza, pari a 99,5 m, è stato stabilito dal giapponese Daito Takahashi nel 2004. Il complesso è attrezzato anche con un salto minore HS74.